# Medo de sentir
Chansons représentant le Portugal au Concours Eurovision de la chanson
Telemóveis
(2019) Love Is on My Side
(2021)
Medo de sentir est une chanson de la chanteuse portugaise Elisa Silva sortie le 8 mars 2020 en téléchargement numérique. La chanson aurait dû représenter le Portugal au Concours Eurovision de la chanson 2020, à Rotterdam, aux Pays-Bas.

## À l’Eurovision
Medo de sentir devait représenter le Portugal au Concours Eurovision de la chanson 2020 après avoir remporté le Festival da Canção 2020, la sélection du pays, le 7 mars 2020.
La chanson aurait dû être interprétée en quinzième position de l'ordre de passage de la deuxième demi-finale, le 14 mai 2020. Cependant, le 18 mars 2020, l'annulation du Concours en raison de la pandémie de Covid-19 est annoncée.